# Rhodochlora endognoma
Rhodochlora endognoma es una especie de polilla de la familia Geometridae. La especie fue descrita por primera vez por Louis Beethoven Prout habiendo sido descrita en 1907, con distribución en Perú. El sintipo de la especie fue descrita en los alrededores de La Oroya, por el Río Inambari, Provincia de Yauli.